# Samuel Thomson
Pour les articles homonymes, voir Thomson.
Samuel Thomson (9 février 1769 - 5 octobre 1843) est un herboriste et botaniste américain autodidacte, connu comme étant le fondateur d'un système de médecine alternative appelée « thomsonisme », qui a rencontré un certain succès aux États-Unis au XIXe siècle.

## Biographie
Samuel Thomson est né à Alstead (New Hampshire), son père était fermier et ses deux parents étaient unitariens. Dès son jeune âge il s'est intéressé aux plantes et à leur usage médicinal. La majorité de ses connaissances sur le sujet lui venait d'une vieille femme qui avait acquis la réputation de guérisseuse. Il avait aussi pris l'habitude de collectionner les plantes trouvées dans la nature, c'est ainsi qu'il a découvert la Lobelia qu'il a utilisée dans le système médicinal qu'il a fondé par la suite.